# Rättshjälpsbiträde
Rättshjälpsbiträde är beteckningen på en person, i allmänhet en advokat eller annan jurist, som ska biträda den person som beviljats rättshjälp enligt rättshjälpslagen i en tvist. Kostnaderna betalas av staten enligt 15 § rättshjälpslagen.